# Zosteria illingworthi
Zosteria illingworthi är en tvåvingeart som först beskrevs av Hardy 1922.  Zosteria illingworthi ingår i släktet Zosteria och familjen rovflugor. Inga underarter finns listade i Catalogue of Life.